# ITF Gifu
Das ITF Gifu (offiziell: Kangaroo Cup International Ladies Open Tennis) ist ein Tennisturnier des ITF Women’s Circuit, das in Gifu, Japan ausgetragen wird.

## Siegerliste

### Einzel
| Jahr                   | Siegerin             | Finalgegnerin           | Ergebnis          |
| ---------------------- | -------------------- | ----------------------- | ----------------- |
| ↓ Kategorie: $50.000 ↓ |                      |                         |                   |
| 1997                   | Kerry-Anne Guse      | Jeon Mi-ra              | 7:5, 7:5          |
| 1998                   | Misumi Miyauchi      | Park Sung-hee           | 6:3, 6:4          |
| 1999                   | Wang Shi-ting        | Park Sung-hee           | 6:7, 7:5, 6:2     |
| 2000                   | Tamarine Tanasugarn  | Shinobu Asagoe          | 7:5, 6:4          |
| 2001                   | Alicia Molik         | Bryanne Stewart         | 6:2, 6:3          |
| 2002                   | Julie Pullin         | Shinobu Asagoe          | 4:6, 6:4, 6:3     |
| 2003                   | Shinobu Asagoe       | Saori Obata             | 6:4, 6:1          |
| 2004                   | Ana Ivanović         | Jeon Mi-ra              | 6:4, 2:6, 6:4     |
| 2005                   | Saori Obata          | Shiho Hisamatsu         | 6:1, 2:6, 6:4     |
| 2006                   | Erika Takao          | Aiko Nakamura           | 6:1, 5:7, 6:1     |
| 2007                   | Chan Yung-jan        | Ayumi Morita            | 6:3, 6:1          |
| 2008                   | Tamarine Tanasugarn  | Kimiko Date-Krumm       | 4:6, 7:5, 6:2     |
| 2009                   | Aiko Nakamura        | Tomoko Yonemura         | 6:1, 6:4          |
| 2010                   | Karolína Plíšková    | Sun Shengnan            | 6:3, 3:6, 6:3     |
| 2011                   | Sachie Ishizu        | Emily Webley-Smith      | 6:1, 6:3          |
| 2012                   | Kimiko Date-Krumm    | Noppawan Lertcheewakarn | 6:1, 5:7, 6:3     |
| 2013                   | An-Sophie Mestach    | Wang Qiang              | 1:6, 6:3, 6:0     |
| ↓ Kategorie: $75.000 ↓ |                      |                         |                   |
| 2014                   | Tímea Babos          | Jekaterina Bytschkowa   | 6:1, 6:2          |
| 2015                   | Zheng Saisai         | Naomi Ōsaka             | 3:6, 7:5, 6:4     |
| 2016                   | Hiroko Kuwata        | Wang Qiang              | 6:2, 2:6, 6:4     |
| ↓ Kategorie: $80.000 ↓ |                      |                         |                   |
| 2017                   | Magdaléna Rybáriková | Zhu Lin                 | 6:2, 6:3          |
| 2018                   | Kurumi Nara          | Moyuka Uchijima         | 6:2, 7:64         |
| 2019                   | Sarina Dijas         | Liang En-shuo           | 6:0, 6:2          |
| 2020–2022              | nicht ausgetragen    | nicht ausgetragen       | nicht ausgetragen |
| 2023                   | Himeno Sakatsume     | Katie Boulter           | 7:5, 6:3          |

### Doppel
| Jahr                   | Siegerinnen                       | Finalgegnerinnen                     | Ergebnis          |
| ---------------------- | --------------------------------- | ------------------------------------ | ----------------- |
| ↓ Kategorie: $50.000 ↓ |                                   |                                      |                   |
| 1997                   | Saori Obata Kaoru Shibata         | Shinobu Asagoe Yasuko Nishimata      | 6:3, 7:5          |
| 1998                   | Catherine Barclay Kerry-Anne Guse | Cho Yoon-jeong Park Sung-hee         | 7:6, 6:4          |
| 1999                   | Chae Kyung-yee Cho Yoon-jeong     | Shiho Hisamatsu Nana Miyagi          | 6:2, 4:6, 6:2     |
| 2000                   | Shinobu Asagoe Yuka Yoshida       | Surina De Beer Esme de Villiers      | 6:3, 6:1          |
| 2001                   | Kim Eun-ha Wynne Prakusya         | Julie Pullin Lorna Woodroffe         | 1:6, 6:4, 7:62    |
| 2002                   | Cho Yoon-jeong Evie Dominikovic   | Shinobu Asagoe Rika Fujiwara         | 6:2, 6:2          |
| 2003                   | Rika Fujiwara Saori Obata         | Shinobu Asagoe Nana Miyagi           | 1:6, 7:5, 6:3     |
| 2004                   | Cho Yoon-jeong Jeon Mi-ra         | Chuang Chia-jung Wynne Prakusya      | 7:64, 6:2         |
| 2005                   | Rika Fujiwara Saori Obata         | Ryoko Fuda Seiko Okamoto             | 6:1, 6:2          |
| 2006                   | Chan Chin-wei Hsieh Su-wei        | Chan Yung-jan Chuang Chia-jung       | 7:65, 3:6, 7:5    |
| 2007                   | Ayumi Morita Ai Sugiyama          | Kumiko Iijima Seiko Okamoto          | 6:1, 3:6, 6:0     |
| 2008                   | Kimiko Date-Krumm Kurumi Nara     | Melanie South Nicole Thijssen        | 6:1, 6:78, [10:7] |
| 2009                   | Sophie Ferguson Aiko Nakamura     | Misaki Doi Kurumi Nara               | 6:2, 6:1          |
| 2010                   | Erika Sema Tomoko Yonemura        | Xenia Lykina Melanie South           | 6:3, 2:6, [10:7]  |
| 2011                   | Chan Hao-ching Chan Yung-jan      | Noppawan Lertcheewakarn Erika Sema   | 6:2, 6:3          |
| 2012                   | Jessica Pegula Zheng Saisai       | Chan Chin-wei Hsu Wen-hsin           | 6:4, 3:6, [10:4]  |
| 2013                   | Luksika Kumkhum Erika Sema        | Nao Hibino Riko Sawayanagi           | 6:4, 6:3          |
| ↓ Kategorie: $75.000 ↓ |                                   |                                      |                   |
| 2014                   | Jarmila Gajdošová Arina Rodionova | Misaki Doi Hsieh Shu-ying            | 6:3, 6:3          |
| 2015                   | Wang Yafan Xu Yifan               | An-Sophie Mestach Emily Webley-Smith | 6:2, 6:3          |
| 2016                   | Eri Hozumi Miyu Katō              | Hiroko Kuwata Ayaka Okuno            | 6:1, 6:2          |
| ↓ Kategorie: $80.000 ↓ |                                   |                                      |                   |
| 2017                   | Eri Hozumi Miyu Katō              | Katy Dunne Julia Glushko             | 6:4, 6:2          |
| 2018                   | Rika Fujiwara Yūki Naitō          | Xenija Lykina Emily Webley-Smith     | 7:5, 6:4          |
| 2019                   | Duan Yingying Han Xinyun          | Akiko Omae Peangtarn Plipuech        | 6:3, 4:6, [10:4]  |
| 2020–2022              | nicht ausgetragen                 | nicht ausgetragen                    | nicht ausgetragen |
| 2023                   | Han Na-lae Jang Su-jeong          | Lee Ya-hsuan Wu Fang-hsien           | 7:63, 2:6,[10:8]  |